# Kečkovce
Kečkovce es un municipio del distrito de Svidník en la región de Prešov, Eslovaquia, con una población estimada a final del año 2024 de 264 habitantes.
Se encuentra ubicado en el centro-norte de la región, cerca del río Ondava (cuenca hidrográfica del río Tisza) y de la frontera con  Polonia.

## Demografía
| Año        | 1994 | 2004    | 2014     | 2024    |
| ---------- | ---- | ------- | -------- | ------- |
| Población  | 219  | 223     | 247      | 264     |
| Diferencia |      | +1,82 % | +10,76 % | +6,88 % |

| Año        | 2023 | 2024    |
| ---------- | ---- | ------- |
| Población  | 258  | 264     |
| Diferencia |      | +2,32 % |